# Bolingbrook
Bolingbrook est un village situé à cheval entre les comtés de Will et de DuPage, en proche banlieue de Chicago, dans l'État de l'Illinois, aux États-Unis. Sa population s’élevait à 73 366 habitants lors du recensement de 2010, estimée à 75 201 habitants en 2017.